# Aplikacja radcowska
Aplikacja radcowska – praktyka absolwenta studiów prawniczych, mająca na celu przygotować go do wykonywania zawodu radcy prawnego. W tym czasie aplikant zaznajamia się z całokształtem pracy i przygotowuje się do należytego i samodzielnego wykonywania tego zawodu. Jest to jedna z dróg dostępu do zawodu radcy prawnego.

## Wymogi na aplikację
Aplikantem może być osoba niekarana, która korzysta z pełni praw publicznych, posiada pełną zdolność do czynności prawnych oraz ukończyła wyższe studia prawnicze w Rzeczypospolitej Polskiej i uzyskała tytuł magistra lub zagraniczne studia prawnicze uznane w Rzeczypospolitej Polskiej, a także jest nieskazitelnego charakteru i swym dotychczasowym zachowaniem daje rękojmię prawidłowego wykonywania zawodu radcy prawnego.

## Egzamin konkursowy
Na aplikację radcowską przyjmuje się kandydatów po zdaniu egzaminu konkursowego, którego tryb i zasady określa ustawa. Zakres przedmiotowy egzaminu jest taki sam, jak w przypadku egzaminu na aplikację adwokacką (art. 331 ust. 3 ustawy o radcach prawnych oraz art. 75a ust. ustawy Prawo o adwokaturze).
Egzamin konkursowy na aplikację radcowską ma formę pisemną (test składający się z 150 pytań). Pozytywny wynik egzaminu konkursowego kandydat na aplikanta uzyskuje po udzieleniu 100 prawidłowych odpowiedzi. Egzamin konkursowy przeprowadzany jest raz w roku przez komisje egzaminacyjne do spraw aplikacji radcowskiej przy Ministrze Sprawiedliwości, powołane na obszarze właściwości jednej lub kilku rad okręgowych izb radców prawnych. Egzamin przeprowadzany jest równocześnie w tym samym czasie w całej Polsce i przystąpienie do egzaminu możliwe jest po uiszczeniu opłaty w wysokości 50% minimalnego wynagrodzenia za pracę. Wyniki egzaminu komisja ustala w drodze uchwały, od której przysługuje odwołanie do Ministra Sprawiedliwości dotyczące wyniku egzaminu.

## Odbywanie aplikacji
Aplikacja jest odpłatna i zgodnie z rozporządzeniem z 2005 r. opłata wynosiła czterokrotność (od 2 września 2009 r. wynosi trzyipółkrotność) minimalnego wynagrodzenia za pracę rocznie. Jednak okręgowa rada radców prawnych może zwolnić aplikanta radcowskiego od ponoszenia opłaty w całości lub w części, a także odroczyć jej płatność lub rozłożyć ją na raty.
Aplikanci są członkami okręgowych izb radców prawnych i są zobowiązani do wnoszenia opłaty członkowskiej. Po 6 miesiącach aplikacji aplikanci radcowscy mają prawo występować przed sądami, organami ścigania i organami administracji publicznej, z wyjątkiem Sądu Najwyższego, Naczelnego Sądu Administracyjnego, Trybunału Konstytucyjnego i Trybunału Stanu.
Aplikant radcowski może sporządzać i podpisywać pisma procesowe związane z występowaniem radcy prawnego przed sądami, organami ścigania i organami administracji publicznej – z wyraźnego upoważnienia radcy prawnego, z wyłączeniem apelacji, skargi kasacyjnej i skargi konstytucyjnej. Każdy aplikant musi mieć patrona, który sprawuje bezpośrednią opiekę nad jego rozwojem zawodowym.
Wymogu odbycia aplikacji radcowskiej i złożenia egzaminu radcowskiego nie stosuje się do profesorów i doktorów habilitowanych nauk prawnych; osób, które zdały egzamin sędziowski, prokuratorski, adwokacki lub notarialny; a także do osób, które co najmniej przez trzy lata zajmowały stanowisko radcy Prokuratorii Generalnej Skarbu Państwa.
W trakcie aplikacji aplikanci obowiązani są do uczestniczenia w zajęciach teoretycznych (zwykle kilka godzin w tygodniu) oraz do odbywania praktyk w sądach, prokuraturach i innych jednostkach (raz w tygodniu). W trakcie szkolenia sprawdzana jest wiedza aplikantów w formie kolokwiów. Aplikacja trwa trzy lata i kończy się egzaminem zawodowym, przeprowadzanym przez Ministerstwo Sprawiedliwości.